# SMS Budapest
A SMS Budapest az Osztrák–Magyar Monarchia Monarch-osztályú partvédő páncélosa volt. A testvérhajói a SMS Monarch és az SMS Wien volt.

## Pályafutása
1893. február 16-án megkezdődött az építése. 1896. április 2-án délben vízre bocsátották. A keresztanya Mária Valéria főhercegnő képviseletében Széchenyi-Andrássy Mária grófnő volt. Jelen volt még Budapest város küldöttsége, dr. Ráth Károly polgármester vezetésével. A vízre bocsátott hajó tiszteletére a Hajóraj a Trieszti-öbölben horgonyzott. 1898. május 12-én a Haditengerészet átvette, és szolgálatba állította. A cs. és kir. Haditengerészet első vízcsöves kazánnal felszerelt nagy hadihajója volt. 1913. március 10-től a fiumei Haditengerész Tiszti akadémia kiképzőhajója volt. Áthelyezték a rádióállomását.
1914-ben Fiumében tartózkodott. Augusztus 14-én a Cattarói-öbölbe vezényelték. Augusztus 14-én a Krstac tüzérségi állásait lőtte. Augusztus 15-től továbbra is a montenegrói állásokat bombázta. Szeptember 19-én a francia flotta közeledésekor védőállást vett fel a Punta d’Ostro előtt. Október 31-én a Zupa menti ellenséges ütegek tüzébe került.
1915-ben a Cattarói-öbölben állomásozott. December 30-án kifutott a SMS Helgoland vezette csoport elé, de nem került sor összecsapásra az ellenséggel.
1916. január 8-án a Baljaknál lévő montenegrói ütegeket lőtte, majd január 10-én a Lovcsen hegyen lévőket.
1917. május 15-én kifutott a SMS Novara vezette csoport elé, de a beavatkozására már nem volt szükség, így visszafordult. Augusztus 22-én kifutott Trieszt felé. Augusztus 26-án megérkezett Triesztbe. Szeptember 1-jén felszereltek rá egy léggömbelhárító löveget. Közben légitámadást kapott, de nem érte károsodás. Szeptember 13-án Polába ment. Október 30-án kifutott Trieszt felé. November 16-án tűzpárbajt vívott a Cortellazzo ütegekkel. Egy találatot kapott a vízvonal alatt, kevés emberveszteséget szenvedett. November 19-én a fedélzetére látogatott IV. Károly király. December 10-én a Muggia-öbölben horgonyzott, és egy olasz MAS torpedót lőtt ki rá, de az célt tévesztett. December 11-én a Cortellazzo ütegekre mért tűzcsapást. December 21-én Polába ment.
1918. március 11-én kivonták a szolgálatból, és átadták használatra a Tengeralattjáró Parancsnokságnak. Március 26-án az első lövegtornya helyébe elkezdtek beépíteni egy 38 cm-es Skoda M16-os mozsárágyút. Június 4-én befejeződött az átépítés. Június 5-én Pola kikötője előtt tartott gyakorló lövészete során 3 db 750 kg-os gyakorlólövedéket lőtt ki. Az oldalirányú tüzelés 35°-os oldal-kilengést okozott. Június 7-én csökkentett személyzettel újból szolgálatba állt. Augusztus 7-én a Fasana csatornában gyakorló lövészetet hajtott végre és 13 000 méterre tüzelt. A mozsárágyút elektromos úton sütötték el, a legénységnek mindannyiszor el kellett távozni a mozsár közeléből. A további lőgyakorlatokat az általános lőszerhiány miatt leállították. Október 11-én kiszerelték a hajóból a lövegcsöveket és a lövegbölcsőket, majd a Tengeralattjáró Parancsnokság kapta meg lakóhajónak.
1920-ban Nagy-Britanniának ítélték, és Olaszországban a Vaccaro & Co Acélművek bontotta szét.

## Külső hivatkozások
- Hajózástörténeti Közlemények – 2006/4. Veperdi András: Az osztrák–magyar hadiflotta az első világháborúban I. – Csatahajók

- Az osztrák–magyar haditengerészet hajói (Megszűnt a lap. Te is segíthetsz megfelelő hivatkozást találni!)